# Перуанский соль
О современной валюте Перу смотрите Перуанский новый соль

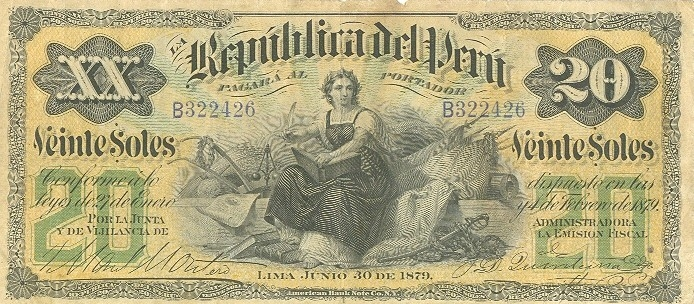
Банкнота 20 солей 1879 года

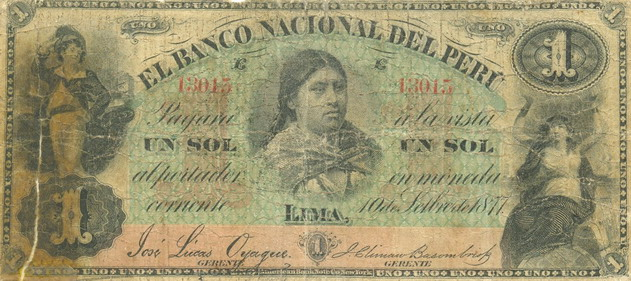
Банкнота 1 соль 1877 года

Перуа́нский соль — перуанская денежная единица, существовавшая в период с 1863 по 1985 год. С 1863 по 1930 год называлась «Серебряный соль» (исп. Sol de plata), с 1930 по 1985 год — «Золотой соль» (исп. Sol de oro).
Название происходит от испанского «sueldo», аналога французского соля, также исп. sol (в переводе с испанского означает солнце, которое является одним из символов Перу).

## История
Соль был введён 14 февраля 1863 года в результате денежной реформы по замене старой испанской денежной системы на новую национальную перуанскую. До этого, с 1858 по 1863, в республиканском Перу выпускались номиналы в реалах, сентаво и эскудо. Была введена десятичная система, 1 новый соль равнялся 10 старым реалам. Также соль заменил боливийское песо, которое было распространено на юге Перу, обмен производился из расчёта 1,25 песо за 1 новый перуанский соль. Изначально новая валюта была привязана к французскому франку: 1 соль равнялся 5 франкам, около пяти солей равнялись британскому соверену.
В 1880 и 1881 году были выпущены серебряные песеты, 1 песета равнялась 20 сентаво. В 1881 году была введена денежная единица «инка» для выпуска бумажных денег, 1 «инка» равнялась 10 солям.
В 1901 году привязка соля к французскому франку была отменена и соль был привязан к фунту стерлингов, начался выпуск золотой монеты «либра», равнявшейся 10 солям и по золотому содержанию соответствующей британскому соверену. Привязка к фунту продолжалась до 1930 года, когда Перу отказалось от золотого стандарта и привязало соль к доллару США по курсу 2,5 соля = 1 доллар США. Этот курс оставался неизменным до 1946 года. Законом от 10 февраля 1930 года название денежной единицы изменено на «золотой соль».
| Фиксированный курс соля к доллару | Фиксированный курс соля к доллару   |
| Период                            | Количество солей за один доллар США |
| --------------------------------- | ----------------------------------- |
| 1930-1946                         | 2,5                                 |
| 1946-1949                         | 2,75                                |
| 1949                              | 3,5                                 |
| 1950                              | 5                                   |
| 1951-1953                         | 10                                  |
| 1953-1958                         | 19                                  |
| 1958                              | 24,56                               |
| 1959                              | 27,71                               |
| 1960                              | 26,76                               |
| 1961                              | 26,81                               |
| 1962-1967                         | 26,82                               |
| 1967-1975                         | 38,7                                |

Банкнота 5 солей, 1974. Изображён инка Пачакутек

С 1975 года фиксированная привязка к доллару была отменена, и курс стал плавающим.
Из-за огромной инфляции во время президентства Фернандо Белаунде Терри в 1985 году в Перу была проведена денежная реформа и была введена новая денежная единица «инти» которая обменивалась на 1000 старых солей. В 1991 году по той же причине, связанной с инфляцией, администрацией нового президента Альберто Фухимори была проведена новая деноминация и введён перуанский новый соль, который обменивался на 1 миллион инти.